# Oryzolejeunea saccatiloba
Oryzolejeunea saccatiloba är en bladmossart som först beskrevs av Franz Stephani, och fick sitt nu gällande namn av Gradst.. Oryzolejeunea saccatiloba ingår i släktet Oryzolejeunea och familjen Lejeuneaceae. Inga underarter finns listade i Catalogue of Life.